# Шрі Матаджі Нірмала Деві
Шрі Матаджі Нірмала Деві, або ж Нірмала Шрівастава (до шлюбу Сальве, 21 березня 1923, Чхіндвара, Британська Індія  — 23 лютого 2011, Генуя, Італія) — індійська гуру, духовна лідерка, місіонерка, засновниця духовного вчення Сахаджа йоги, докторка філософії та медицини. Більше відома саме як Шрі Матаджі або Нірмала Деві (з гінді «Шрі» — звернення до шанованої особи, «Матаджі» — матінка, «Нірмала Деві» — повна форма імені Нірмала).

## Дитинство та юність
Нірмала Сальве народилася 21 березня 1923 року (в день весняного рівнодення) рівно опівдні в містечку Чхіндвара (сучасний штат Мадх'я-Прадеш) у християнській родині. Її предки належали до древньої імператорської династії Шаліваханів, тому сім'ї були близькі традиції індуїзму. Батько Нірмали — Прасад Рао Крішнан Сальве — знав багато мов, був обізнаний в різних областях мистецтва та літератури, знав напам'ять священну для індусів «Бхагават-гіту». Саме він переклав на гінді священну книгу мусульман Коран. Він здобув повагу всіх, хто його оточував, його знали як людину щедру і скромну. Батько Нірмали також відіграв важливу роль у національно-визвольному русі Індії. Він брав безпосередню участь у боротьбі Індії за незалежність від Британської Імперії і був єдиним християнським представником у Конституційній Асамблеї та першому Парламенті, а пізніше мав власну юридичну практику. Матір Шрі Матаджі Корнелія Сальве була високоосвіченою жінкою і мала вчений ступінь в області математики, але відмовилася від наукової кар'єри, обмежившись обов'язками домогосподарки. Вона була чесною і порядною людиною й ніколи не йшла на компроміси із совістю.
Ім'я «Нірмала» означає «незаплямована», оскільки дитина народилася без жодної плями на тілі. У неї було щасливе дитинство, вона дуже любила тварин і проявляла себе в самодіяльності, музиці, спорті та образотворчому мистецтві. Батьки Нірмали віддали Її в традиційну індійську школу та сприяли розвитку в неї інтуїції та високих духовних якостей. Коли їй було сім, вона познайомилася з Махатмою Ганді, який дозволив Нірмалі бувати в його ашрамі. Строгий розпорядок життя в ашрамі — підйом о четвертій ранку, обмивання, вранішні молитви і прогулянки природним чином увійшли до життя Шрі Матаджі, залишившись із нею назавжди. Багато ідей Ганді згодом стали частиною її ідеології: збалансована економіка та виробництво, соціальне служіння, простота життя, єдність світових релігій.
Після закінчення школи Нірмала вступила до медичного коледжу. Її студентські роки були далеко не такі безтурботні, як дитинство, адже тоді відбувалася боротьба за свободу Індії, тож лідери Національного Конгресу часто потрапляли до в'язниці. Так, батько Нірмали провів ув'язненим два з половиною роки, а Її мати побувала у неволі п'ять разів.
У 1942 році Нірмала очолила Студентський Визвольний Рух і сама кілька разів потрапляла під арешт. У результаті Її виключили з Коледжу і Вона була змушена провести кілька місяців у підпіллі.

## Шлюб та сім'я
Коли боротьба за незалежність завершилася, в 1947 році Нірмала Сальве одружилася з членом індійського уряду Чандікою Прасадом Шріваставою, який згодом став одним із найшанованіших державних діячів незалежної Індії. Незабаром Чандіка Шрівастава став секретарем прем'єр-міністра Лала Бахадура Шастрі, а в 1961 році очолив Індійську Пароплавну Компанію (ІПК), перетворивши це малоприбуткове підприємство на одну з найбільших світових корпорацій. У 1974 році, після злиття ІПК з Міжнародною Морською Організацією при ООН, він до 1991 року був її Генеральним Секретарем. Чандіка Шрівастава отримав Лицарський Знак від королеви Великої Британії Єлизавети II і ще 31 нагороду 17-ти країн світу. Він був першим індусом з часів одержання незалежності, що отримав в 1990 році титул «Лицар Капітан» серед нагороджених британським орденом Св. Михаїла і Св. Георгія.
Коли він 1947 року одружувався з мало кому відомою тоді Сальве, він чекав знайти в ній вірну дружину і люблячу матір для своїх дітей, але менш за все міг припустити, що його дружина стане духовною лідеркою, авторитет якої буде визнаний на п'яти континентах світу. Втім, у перші роки подружнього життя Нірмала повністю занурилася у домашні та сімейні справи. Вона народила двох дочок (Кальпана і Садхана), має четверо онуків. Коли дочки стали дорослими та самостійними, вона зрозуміла, що її роль як дружини та домогосподарки виконана і настав час для роботи на благо людства.

## Духовна Матір

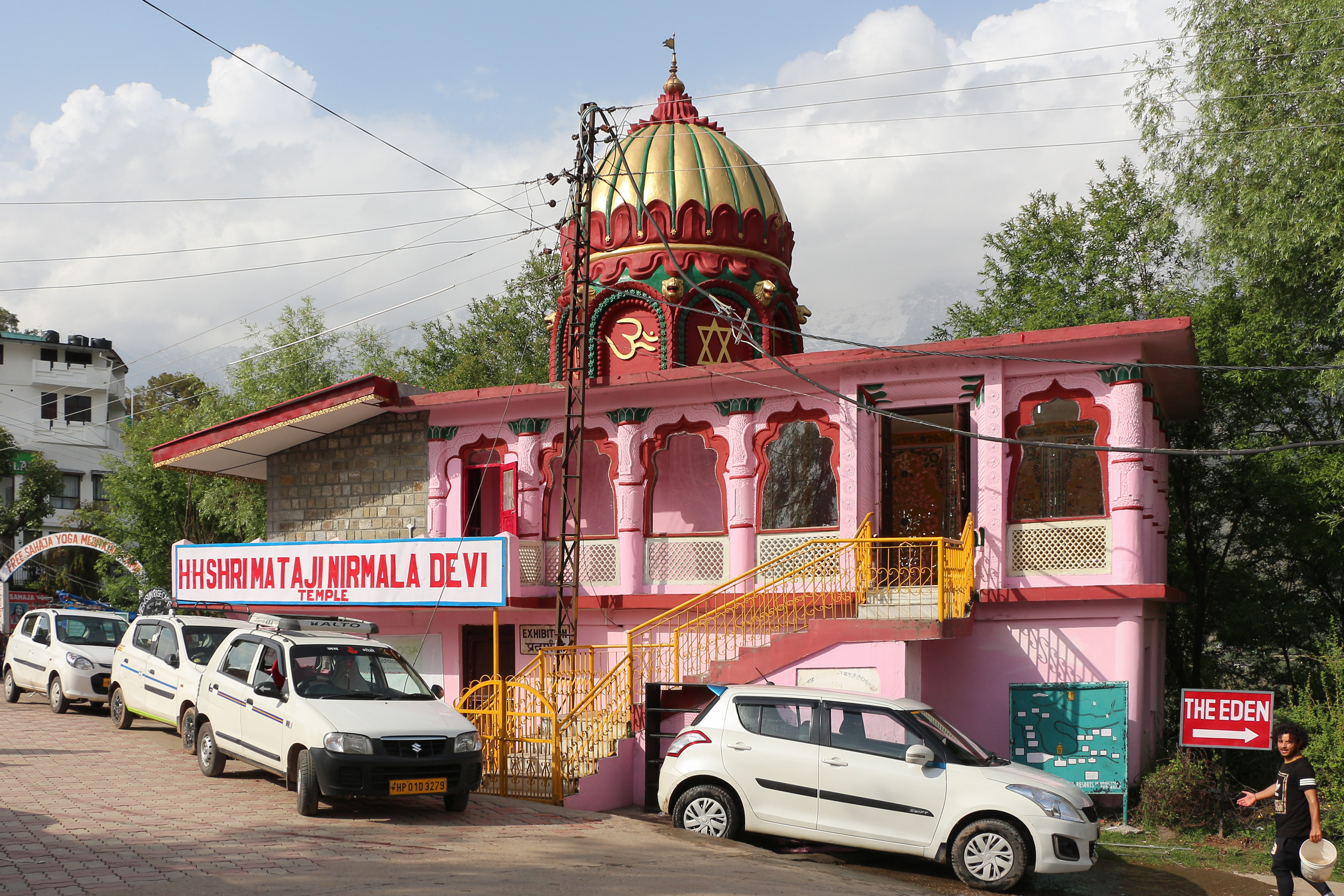
Храм Шрі Матаджі Нірмала Деві в індійському селищі Надді.

Шрі Матаджі з дитинства мала інтерес до самопізнання і духовних практик. Після того, як обидві Її дочки одружилися, вона вирішила знайти власний метод пробудження в людей сакральної енергії кундаліні, за допомогою якого відбувається повна трансформація особистості. 5 травня 1970 року Шрі Матаджі Нірмала Деві ввійшла у глибоку медитацію на березі океану в Нарголі та отримала одкровення. «Я побачила Кундаліні, що представляє первинну силу, Святий Дух усередині нас. Вона піднімалася, розкриваючись і як би телескопічно розгортаючись. Неначе величезний потік променів вирвався з моєї голови в різні боки. Я відчула, що зникаю, розчиняюся, мене більше немає. Є тільки Милосердя. Я усвідомила — ЦЕ відбулося в Мені». Після цього вона почала духовну діяльність, яка привела до пробудження кундаліні мільйонів людей по всьому світу.
Перший досвід був здійснений в Індії, де за два роки 14 осіб отримали свою духовну самореалізацію. Пізніше, коли чоловік Нірмали був обраний до ООН і вони переїхали у Лондон, її робота продовжилася за кордоном. Шрі Матаджі поставила перед собою завдання духовного перетворення людства — спочатку на індивідуальному рівні, а потім і на колективному, що має на меті трансформацію всього світу, перетворення сучасного суспільства на високодуховне та моральне. Вона проводила свої програми у Британії, Швейцарії, Італії, Австрії, Франції США, Австралії, Росії, Україні та в десятках інших країн світу, розповідаючи про будову тонкого тіла людини і пробуджуючи у них кундаліні. Свою методику вона назвала «Сахаджа йога» («сахаджа» — природжена, «йога» — союз, з'єднання), підкреслюючи цим, що в кожній людині з народження існує механізм, за допомогою якого вона може з'єднати свою індивідуальну свідомість з колективною свідомістю, віднайти шлях до Бога всередині себе.
Нині Сахаджа йога отримала поширення на всіх континентах у понад 140-ка країнах світу, включаючи Україну. До 2004 року Шрі Матаджі щорічно проводила кілька місяців у поїздках та виступала на програмах в різних містах планети. Вона ніколи не просила за це грошової плати: «Як можна платити за те, що є ваше, що дано від народження? Чи можна заплатити за те, що проросло зерно, за те, що світить сонце? Так само і Кундаліні: вона — це сила Любові, і кожна людина має право і можливість пізнати її як приємний подих». Саме за свою місіонерську діяльність Нірмала Шрівастава отримала титул Шрі Матаджі («Духовна Мати Людства»). Співчуття, терпіння, любов і безкорисливість, якими керувалася вона, — це докази щирості почуттів, які Шрі Матаджі відчуває до людей. «Найважче, — каже вона, — це переконати людей в тому, що в усьому всесвіті людина є найбільш розвинена істота, і що вона наділена здатністю стати дивовижною особою».
Шрі Матаджі Нірмала Деві покинула цей світ 23 лютого 2011 року приблизно о п'ятій годині вечора в Генуї, Італія. Їй було 87 років. Сорок років свого життя вона віддала служінню людству.

## Оцінка внеску

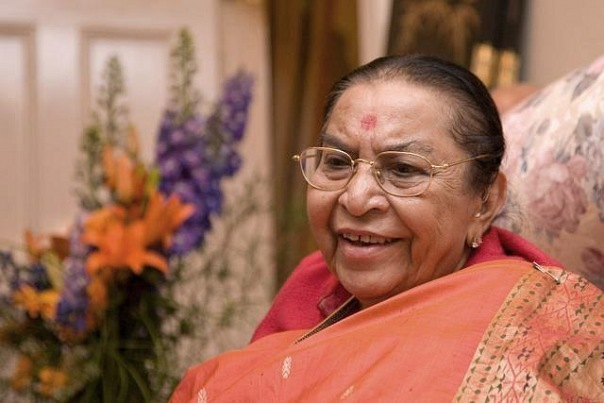
Нірмала Шрівастава у свої останні роки

Шрі Матаджі зробила внесок у розвиток сучасної цивілізації. Її знання в області медицини, генетики, біології, фізики, хімії, психології, педагогіки та інших наук зробили тиху революцію в науці та духовності. Щорічно проходять наукові міжнародні конференції по вивченню феномена Сахаджа Йоги. В 1998 р. на науковій конференції в Москві директор Міжнародного інституту теоретичної та прикладної фізики АПНР академік А. Акімов, досліджуючи енергетичний потенціал Шрі Матаджі, зробив висновок, що вона є джерелом Космічної енергії. Вібрації, які випромінює вона, а також Її фотографії, мають цілющі властивості.
Сфера діяльності Нірмали Шрівастави була широкою. Вона була талановитою архітекторкою. За її проєктом споруджені пам'ятники й будівлі по всьому світу. В Лакнау, наприклад, за її проєктом споруджено будинок у формі теплохода. Нею винайдений новий штучний матеріал, який має вигляд природного каменю. Нірмала Шрівастава мала смак до мистецтв, захоплювался живописом, музикою, поезією. Організовувала концерти, на які запрошувалися найкращі музиканти світу. За її ініціативою в Індії відкрита Музична Академія. Будучи покровителькою мистецтв, Нірмала Шрівастава відіграла велику роль у відродженні класицизму. Вона доводила, що вібрації сучасної модної поп- і рок-музики наносять велику шкоду чакрам і клітинам головного мозку, тоді як вібрації класичної музики позитивно впливають на нервову систему.
Шрі Матаджі створила молодіжне кінематографічне товариство, щоб спрямувати енергію молоді на відродження моральних принципів. Вона писала у книзі «Метасучасна ера»: «Митці повинні піднімати публіку на рівень високого мистецтва, а не опускатися до її дешевих потреб. Митці — квіти творчості, найдорожчі члени людського суспільства».
Шрі Матаджі любила вирощувати квіти. В 1993 році вона вперше виростила в Пуні тюльпани. Її троянди отримували призи на виставках в усьму світі. Її методи з насичення води та продуктів харчування позитивними вібраціями за допомогою виконання мантр стали використовувати в сільському господарстві для підвищення врожайності. 
Нірмала Шрівастава лікувала безнадійно хворих методами Сахаджа йоги. Серед тих, кого вона врятувала і кому допомогла, є відомі громадські та політичні діячі. Вона заснувала лікарні, які лікують методами Сахаджа Йоги безкоштовно. Вона також заснувала притулок для бідних в Делі для надання їм притулку та для допомоги їм у виправленні та покращенні духовних якостей за допомогою методів Сахаджа йоги.
Нірмала Шрівастава розробила систему освіти, яка застосовується в багатьох країнах світу.
Питання покращення освіти, важливість благополучної сім'ї, успіх в роботі (бізнесі), самовдосконалення особистості, творча реалізація людини, соціальна відповідальність, екологія, покращення самопочуття людей та оздоровлення, релігійна терпимість та побудова мультирелігійного суспільства, культурна інтреграція людства, питання встановлення миру на Землі, свобода політична та духовна — перелік проблем, якими Шрі Матаджі займалася впродовж життя.
І все ж основною місією Нірмали Шрівастави було принести людям самореалізацію (пробудження кундаліні). Вона невпинно вела протягом 40 років наукову, практичну та духовну діяльність, виступала з доповідями в академіях наук різних країн, брала участь у міжнародних наукових конференціях. Її програми збирали великі аудиторії, транслюються по телебаченню. Шрі Матаджі неодноразово запрошувалась в ООН для проведення програм Сахаджа йоги.
В 1993 році Петровська Академія наук і мистецтв у Санкт-Петербурзі обрала Шрі Матаджі своєю Почесною членкинею. Це єдина жінка, яка за 30 років існування Академії удостоєна такого почесного звання. 
За заслуги перед людством і за миротворчу діяльність Шрі Матаджі нагороджена медаллю Миру ООН і є почесною громадянинкою багатьох країн світу. За внесок в розвиток науки й духовності в 1997 році Єдиним міжнародним фондом Нірмала Шрівастава занесена в список найвидатніших людей планети. В 1999 році на науковій конференції у Києві російський учений А. І. Шипов підкреслив: «Сьогодні з повною відповідальністю ми заявляємо, що Шрі Матаджі є надсвідомість на землі. Учення Сахаджа йога, яке подарувала світу Шрі Матаджі, може змінити і врятувати світ». Відомий Ошо Раджніш, коли побачив Її вперше, припав до її стоп, визнавши Шрі Матаджі як Аді Шакті. Цей факт він пізніше широко не оголошував. На початку 1990-х Сахаджа йога в Росії підтримувался на державному рівні Міністерством охорони здоров'я. Десятки інших нагород і відзнак Шрі Матаджі та Її метод отримували визнання її заслуг перед людством та підтвердження унікальності Її методу.
Нірмала Шрівастава ввійшла у історію як засновниця унікального вчення, яке змінило життя сотень тисяч людей, як видатна громадська та релігійна діячка, а також як велика гуру та любляча духовна Мати Нірмала. «Як мати дивиться на своє дитя, так само і ви повинні дивитися на весь світ, як на втілений спокій, який Бог створив для вас» — заповідала вона своїм учням.

## Нагороди та визнання
- Італія, 1986. Проголошена урядом Італії «Особистістю року».[2]
- Нью-Йорк, 1990-1994. Запрошена ООН чотири роки поспіль поговорити про засоби досягнення світового миру.[3]
- Санкт-Петербург, 1993. Призначена почесною членкинею Петровської академії мистецтв і наук.[4]
- Румунія, 1995 рік. Присуджено почесну докторську ступінь в області когнітивних наук Екологічного університету Бухареста.[5]
- Китай, 1995 рік. Офіційна гостя уряду Китаю на Міжнародній жіночій конференції Організації Об'єднаних Націй.[6]
- Пуна, Індія, 1996 рік. З нагоди 700-річчя святого Гьянешварі вона виступила на конференції «Зустріч філософів світу 96 — Парламент науки, релігії та філософії» в Технологічному інституті Махараштри.[7]
- Лондон, 1997. Клаес Нобель, онук племінника Альфреда Нобеля, голови організації «Об'єднана Земля», вшанував її життя та діяльність публічним виступом у Королівському Альберт-Холі.[8]
- На її честь названо дорогу в Наві Мумбаї, поруч із Центром охорони здоров'я та досліджень Сахаджа Йоги.[9]
- Італія, 2006. Їй було присвоєно почесне італійське громадянство.[10]
- Італія, 2009. Бхаджан Сопорі та його син Абхай Сопорі склали на її честь каунські нігмари.[11]